# Spencer Pratt
 (septembre 2017).
Si vous disposez d'ouvrages ou d'articles de référence ou si vous connaissez des sites web de qualité traitant du thème abordé ici, merci de compléter l'article en donnant les références utiles à sa vérifiabilité et en les liant à la section « Notes et références ».
Pour les articles homonymes, voir Pratt.
Spencer Pratt (né le 14 août 1983 à Los Angeles) est un acteur américain.

## Biographie
Il est connu pour avoir joué le rôle du petit ami de Heidi Montag dans la série Laguna Beach : The Hills. Ils se sont mariés en 2009 et ont eu leur premier enfant.[réf. nécessaire] Il a également joué dans une émission de Next.

## Filmographie
- 2007 - 2010 : Laguna Beach : The Hills saison 2 à 6, au côté de sa femme Heidi Montag, et de Lauren Conrad, Audrina Patridge
- 2009 : I'm a Celebrity... Get Me Out of Here ! saison 2 (en compétition avec sa femme Heidi Montag, et décident d'abandonner)
- 2013 : Celebrity Big Brother saison 11 (en duo avec sa femme Heidi Montag sous le pseudonyme "Speidi")
- 2013 : Speidi: Scandals, Secrets and Surgery :  Lui-même (Documentaire)
- 2017 : Celebrity Big Brother (All Stars vs New Stars) saison 19 (en duo avec sa femme Heidi Montag sous le pseudonyme "Speidi")
- 2019 : The Hills: New Beginnings : Lui-même (depuis la saison 1)